# Bidens aristosa
Bidens aristosa là một loài thực vật có hoa trong họ Cúc. Loài này được (Michx.) Britton mô tả khoa học đầu tiên năm 1893.